# Giorgio Scarlatti
Giorgio Scarlatti (Róma, 1921. október 2. – 1990. július 26.) olasz autóversenyző.

## Pályafutása
1956 és 1961 között a Formula–1-es világbajnokság tizenöt versenyén vett részt. Az 56-os monacói nagydíjon debütált a sorozatban, ám ekkor még nem jutott túl a kvalifikáción. A szezon végi német futamra azonban már bejutott, ekkor viszont motorhiba miatt kiesett. Az 57-es szezon négy versenyén volt jelen, és az olasz nagydíjon megszerezte pályafutása egyetlen világbajnoki pontját, amikor is az ötödik helyen ért célba.
Pályafutása alatt rajthoz állt több, a világbajnokság keretein kívül rendezett Formula–1-es versenyen is.

## Eredményei

### Teljes Formula–1-es eredménylistája
(Táblázat értelmezése)

(Félkövér: pole-pozícióból indult; dőlt: leggyorsabb kört futott) 

| Év   | Csapat                    | Modell           | Motor               | 1      | 2       | 3      | 4      | 5   | 6      | 7      | 8      | 9      | 10  | 11  | Helyezés | Pont |
| ---- | ------------------------- | ---------------- | ------------------- | ------ | ------- | ------ | ------ | --- | ------ | ------ | ------ | ------ | --- | --- | -------- | ---- |
| 1956 | Giorgio Scarlatti         | Ferrari 500      | Ferrari Straight-4  | ARG    | MON Nk  | 500    | BEL    | FRA | GBR    |        |        |        |     |     | -        | 0    |
| 1956 | Scuderia Centro Sud       | Ferrari 500      | Ferrari Straight-4  |        |         |        |        |     |        | GER Ki | ITA    |        |     |     | -        | 0    |
| 1957 | Officine Alfieri Maserati | Maserati 250F    | Maserati Straight-6 | ARG    | MON Ki* | 500    | FRA    | GBR | GER 10 | PES 6  | ITA 5* |        |     |     | 20.      | 1    |
| 1958 | Giorgio Scarlatti         | Maserati 250F    | Maserati Straight-6 | ARG    | MON Ki  | NED Ki | 500    | BEL | FRA    | GBR    | GER    | POR    | ITA | MOR | -        | 0    |
| 1959 | Scuderia Ugolini          | Maserati 250F    | Maserati Straight-6 | MON Nk | 500     | NED    | FRA 8  | GBR | GER    | POR    |        |        |     |     | -        | 0    |
| 1959 | Cooper Car Company        | Cooper T51       | Climax Straight-4   |        |         |        |        |     |        |        | ITA 12 | USA    |     |     | -        | 0    |
| 1960 | Giorgio Scarlatti         | Maserati 250F    | Maserati Straight-6 | ARG Ki |         |        |        |     |        |        |        |        |     |     | -        | 0    |
| 1960 | Scuderia Castellotti      | Cooper T51       | Ferrari Straight-4  |        | MON Nk  | 500    | NED    | BEL | FRA    | GBR    | POR    |        |     |     | -        | 0    |
| 1960 | Scuderia Centro Sud       | Cooper T51       | Maserati Straight-4 |        |         |        |        |     |        |        |        | ITA Ki | USA |     | -        | 0    |
| 1961 | Scuderia Serenissima      | De Tomaso F1 001 | O.S.C.A. Straight-4 | MON    | NED     | BEL    | FRA Ki | GBR | GER    | ITA    | USA    |        |     |     | -        | 0    |

* A távot Harry Schell-el együtt teljesítette

### Le Mans-i 24 órás autóverseny
| Év   | Csapat                            | Autó                      | Csapattárs      | Helyezés |
| ---- | --------------------------------- | ------------------------- | --------------- | -------- |
| 1957 | Officine Alfieri Maserati         | Maserati 300S             | Jo Bonnier      | Kiesett  |
| 1959 | Scuderia Ferrari                  | Ferrari Dino 196S         | Giulio Cabianca | Kiesett  |
| 1960 | Camoradi USA                      | Maserati Tipo 61 Longtail | Gino Munaron    | Kiesett  |
| 1962 | Scuderia SSS Republica di Venezia | Ferrari 250 GTO           | Nino Vaccarella | Kiesett  |